# Skala Ramsaya
Skala Ramsaya – skala stosowana w anestezjologii do oceny głębokości sedacji na oddziałach intensywnej terapii.
- R0 – pacjent przytomny, zorientowany
- R1 – pacjent pobudzony, niespokojny
- R2 – pacjent współpracujący, spokojny
- R3 – sedacja, częściowo zdolny do reakcji na głos, częściowo reagujący na polecenia
- R4 – głęboka sedacja, żywa reakcja na ból zachowana
- R5 – znieczulenie ogólne, leniwa reakcja na silne bodźce bólowe
- R6 – głęboka śpiączka

Rutynowo głębokość sedacji ocenia się 3 razy na dobę.